# Запорожан Степан Йосипович
Степан Йосипович Запорожан (нар. 26 грудня 1958, с. Богданівка, Україна) — український хірург, педагог, доктор медичних наук (2011), професор (2012) кафедри загальної хірургії , проректор з науково-педагогічної та лікувальної роботи Тернопільського національного медичного університету. Заслужений працівник охорони здоров'я України (2017).

## Життєпис

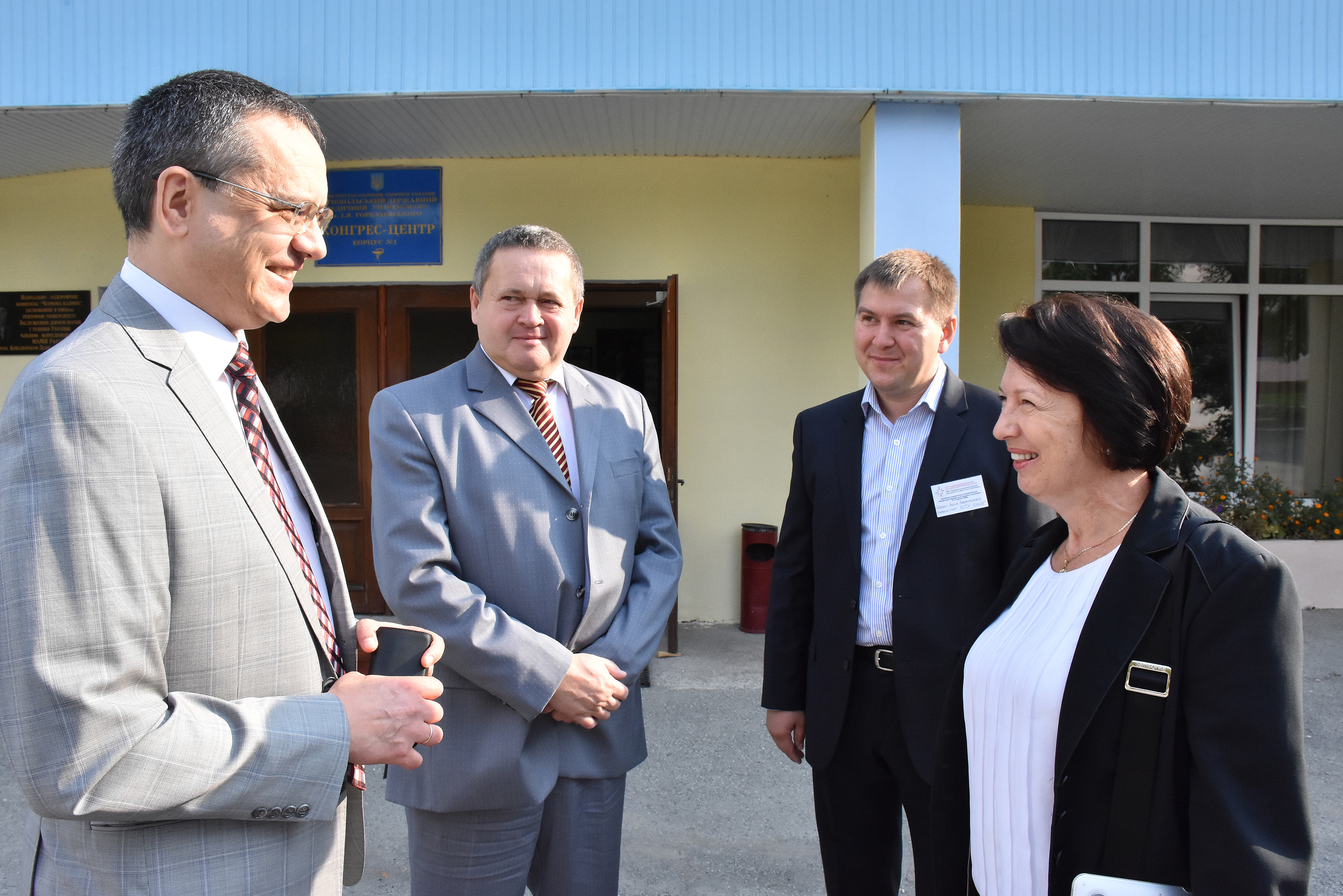
Ректор ТДМУ Михайло Корда, проректор ТДМУ Степан Запорожан, головний лікар Тернопільського обласного онкодиспансеру Леонід Шкробот і головний науковий співробітник Наукових досліджень у галузі онкопатології шлунково-кишкового тракту Олена Колесник на науково-практичній конференції «Невідкладна абдомінальна хірургія в онкохворих»

Степан Запорожан народився 26 грудня 1958 року в селі Богданівці (нині знову Синьків) Заліщицького району Тернопільської області, Україна.
Закінчив Тернопільський медичний інститут (1983).
У 1983—1984 — лікар–інтерн хірургічного відділення Чортківської районної лікарні, в 1984—1987 — лікар-хірург Шумської районної лікарні, в 1987—1989 — лікар-хірург Тернопільської центральної районної лікарні Тернопільської області.
У 1989—1991 — клінічний ординатор на кафедрі хірургії педіатричного факультету Київського медичного інституту.
У 1991—1995 — лікар–хірург Тернопільської центральної районної лікарні, в 1995—2001 — лікар–хірург — ординатор хірургічного відділення.
Від 2001 — в Тернопільському державному медичному університеті: асистент кафедри пропедевтики внутрішніх хвороб № 1, хірургії та сестринської справи (2001—2002), асистент кафедри загальної хірургії (2002—2005), доцент кафедри загальної хірургії (2005), доцент кафедри загальної та оперативної хірургії з топографічною анатомією, травматологією і ортопедією (2005—2012), професор кафедри загальної та оперативної хірургії з топографічною анатомією (2012—2013), професор кафедри загальної хірургії (2013—2014), завідувач кафедри травматології з комбустіологією (2014 — 31.03.2015), проректор з науково-педагогічної та лікувальної роботи (від 1 квітня 2015).

### Сім'я
Дружина Лариса Петрівна — кандидат географічних наук, доцент кафедри громадського здоров'я та управління охороною здоров'я Тернопільського національного медичного університету.
Донька Мирослава Феш — кандидат економічних наук, доцент кафедри економіки підприємства та маркетингу у ВПК Української академії друкарства, переможниця чемпіонату кондитерів-аматорів (V Національне Свято Шоколаду)
Син Юрій — чемпіон України та Європи з пауерліфтингу за версією GPF (Global Power Federation).

## Наукова діяльність
У 1995 році захистив кандидатську дисертацію під керівництвом професора П. Д. Фоміна на тему «Діагностика та лікування рецидивних виразок після органозберігаючих операцій».
У 2011 році захистив докторську дисертацію «Оптимізація лікувальної тактики у  хворих з виразковими гастродуоденальними кровотечами на різних рівнях надання медичної допомоги».
Стажувався у провідних клініках України та світу. Хірург вищої категорії. Сфера наукових інтересів — загальна, гнійно-септична, абдомінальна та ендокринна хірургія. Учасник багатьох наукових симпозіумів з актуальних питань хірургії. Делегат XX, XXI, XXII, XXIII з'їздів хірургів України.
Автор та співавтор більше 100-ти наукових праць та навчальних посібників.
Серед робіт: монографія «Нові погляди на медичне забезпечення військовослужбовців Збройних Сил України та інших військових формувань (за досвідом проведення антитерористичної операції)»; співавтори Галушка Андрій Миколайович, Кіх Андрій Юрійович, Корда Михайло Михайлович, Лурін Ігор Анатолійович.